# Han de Regt
Han de Regt es un deportista neerlandés que compitió en remo. Ganó una medalla de bronce en el Campeonato Mundial de Remo de 1990, en la prueba de cuatro sin timonel ligero.

## Palmarés internacional
| Campeonato Mundial | Campeonato Mundial   | Campeonato Mundial | Campeonato Mundial        |
| Año                | Lugar                | Medalla            | Prueba                    |
| ------------------ | -------------------- | ------------------ | ------------------------- |
| 1990               | Tasmania (Australia) | Medalla de bronce  | Cuatro sin timonel ligero |